# The Devil Put Dinosaurs Here
| Recensione | Giudizio |
| ---------- | -------- |
| AllMusic   | [ 1 ]    |
| Loudwire   | [ 3 ]    |
| Melodic    | [ 4 ]    |

The Devil Put Dinosaurs Here è il quinto album del gruppo musicale statunitense Alice in Chains, pubblicato il 28 maggio 2013.
Segue Black Gives Way to Blue del 2009 ed è il secondo album dopo la reunion del 2005 e l'ingresso di William DuVall in sostituzione del defunto Layne Staley.

## Tracce
1. Hollow – 5:41 (Jerry Cantrell)
2. Pretty Done – 4:35 (Jerry Cantrell)
3. Stone – 4:22 (Jerry Cantrell)
4. Voices – 5:42 (Jerry Cantrell)
5. The Devil Put Dinosaurs Here – 6:38 (Jerry Cantrell, Mike Inez, Sean Kinney)
6. Lab Monkey – 5:58 (Jerry Cantrell)
7. Low Ceiling – 5:15 (Jerry Cantrell, Mike Inez, Sean Kinney)
8. Breath on a Window – 5:19 (Jerry Cantrell)
9. Scalpel – 5:21 (Jerry Cantrell, Mike Inez, Sean Kinney)
10. Phantom Limb – 7:07 (Jerry Cantrell, William DuVall, Mike Inez, Sean Kinney)
11. Hung on a Hook – 5:34 (Jerry Cantrell)
12. Choke – 5:44 (Jerry Cantrell, Mike Inez, Sean Kinney)

## Formazione
- Jerry Cantrell – chitarra, voce
- William DuVall – chitarra, voce
- Mike Inez – basso, cori
- Sean Kinney – batteria, percussioni